# Pântanos de Hawizeh
Os Pântanos de Hawizeh são um complexo de pântanos que se situam na fronteira entre o Iraque e o Irã. Os pântanos são alimentados por dois ramos do rio Tigre (o Al-Musharrah e Al-Kahla) no Iraque e o rio Karkheh no Irã. O pântano de Hawizeh é crítico para a sobrevivência dos pântanos de Central e Hammar, que também formam os pântanos da Mesopotâmia, porque eles são um refúgio para espécies que podem se recolonizar ou se reproduzir nos outros pântanos. Os pântanos de Hawizeh são drenados pelo Al-Kassarah. Este rio desempenha um papel fundamental na manutenção dos pântanos como um sistema de fluxo e impedindo que se torne uma bacia salina fechada.
Os pântanos de Hawizeh foram povoados por mais de 5.000 anos. Os pântanos de Hawizeh estão nos rios Tigre e Eufrates no atual Iraque e no rio Karkhen no atual Irã. Os árabes do pântano vivem no Iraque e o povo de Hawizeh vive no Irã. Desde o tempo dos sumérios e babilônios o povo usou os pântanos como um lugar para viver.
No sudoeste do Irã e no sudeste do Iraque, os pântanos de Hawizeh e Hammar são compostos de muitas cidades pequenas. Essas cidades nos pântanos fazem parte dos dois países sem fronteiras que os separam. Assim, as pessoas podem se mover entre os pântanos do Iraque e o Irã pelos pequenos barcos. A cidade de Marshes foi construída sobre a água. As pessoas que moram lá têm vidas muito simples. Eles fazem suas casas dos juncos da água sem eletricidade ou carros e não têm uma educação, suas vidas são simples. A população depende da natureza. Eles pescam, caçam, cultivam e criam búfalos. As pessoas usam pequenos barcos chamados Al-Mshhove para se mover.
A área onde a água doce chega aos pântanos está longe das cidades. Os pântanos abrigam milhares de animais e aves migratórias como “esquilos selvagens, águias brancas, falcões, duques marrons e esquilos todos os anos. Portanto, é um lar seguro para muitos tipos diferentes de animais migrantes que vêm criar seus filhotes lá.
Os pântanos começaram há surgir muito tempo atrás. Há cerca de 5 mil anos, os pântanos começaram pelos grandes rios Tigre e Eufrates por impacto de colisão. Esses rios inundaram a terra para criar os pântanos e deram início a um novo ecossistema com novos animais, pássaros, peixes e plantas. Isso fez uma grande mudança naquele tempo para os sumérios e babilônios, povos que habitavam o local. Eles viviam dos pântanos pescando, caçando e plantando. As pessoas também vieram morar nos pântanos, mas o tempo mudou algumas das ideias e crenças das pessoas. Com o rompimento entre as formas de religião xiita e maandaiana, os muçulmanos xiitas passaram a dominar nos pântanos. Algumas ideias do povo original mudaram por causa dessa religião e as outras ideias permaneceram dos sumérios. Essas ideias incluem histórias fantásticas sobre fantasmas, maldições e extraterrestres. Em 1990-1992, quando o governo do Iraque decidiu secar os pântanos porque eles achavam que um grupo armado vivia lá, a população partiu. Depois que o governo decidiu secar a água, alguns deles se mudaram para as cidades e os outros se mudaram para o Irã. Depois da guerra, em 2003, o governo iraquiano abriu a água e o povo do marcador retornou aos pântanos. Mashers são agora pessoas verdadeiras de pântanos em torno de 5.000 em todo o Irã e no Iraque e as pessoas gostam de todos os tipos diferentes de pássaros que vieram para pântanos eles são de religião diferente como o Islã xiita, Mandaísmo eles têm uma cerimônia diferente do casamento ou acreditam na vida Juntos há muito tempo e compartilham os pântanos.